# 太初元将
太初元将（たいしょげんしょう）は、中国、前漢の哀帝劉欣の治世に使用された元号。紀元前5年。漢字4字の元号の初出である。

## 出来事
- 元年
  - 6月：建平2年を太初元将に改元。
  - 8月：再度建平2年に改元。

## 西暦との対照表
| 太初元将 | 元年  |
| 西暦     | 前5年 |
| 干支     | 丙辰  |